# Velocidad crítica (mecánica)
En mecánica de sólidos, en el campo de la rotordinámica, la velocidad crítica es la velocidad angular teórica que permite alcanzar la frecuencia natural de un objeto giratorio, como un eje, una hélice, un tornillo de avance o un engranaje. 
A medida que la velocidad de rotación se acerca a la frecuencia natural del objeto, el objeto comienza a resonar, lo que aumentará, drásticamente, la vibración del sistema. Cuando la velocidad de rotación es igual al valor numérico de la vibración natural, esa velocidad se denomina velocidad crítica, y la resonancia resultante se produce independientemente de la orientación del sistema. 

## Velocidad crítica de los ejes
Incluso en ausencia de carga externa, todos los ejes giratorios se desviarán durante la rotación. La masa desequilibrada del objeto giratorio puede provocar una desviación que creará una vibración resonante a ciertas velocidades, conocidas como velocidades críticas. La magnitud de la deflexión dependerá, fundamentalmente, de lo siguiente:
- Rigidez del eje y su soporte.
- Masa total del eje y de las piezas adjuntas.
- Desequilibrio de la masa con respecto al eje de giro.
- La cantidad de amortiguación en el sistema.

En general, es necesario calcular la velocidad crítica de un eje giratorio, como en el eje de un ventilador por ejemplo, para evitar problemas de ruido y vibración.

## Ecuación de la velocidad crítica
Al igual que las cuerdas y otras estructuras elásticas, los ejes y los mástiles o vigas pueden vibrar en diferentes formas y modos, con sus frecuencias naturales correspondientes. El primer modo vibratorio se corresponde con la frecuencia natural más baja. Los modos de vibración más altos se corresponden con las frecuencias naturales más altas. A menudo, cuando se consideran ejes giratorios, solo se necesita la primera frecuencia natural. 
Existen dos métodos principales que se utilizan para calcular la velocidad crítica:—el método de Rayleigh–Ritz y el método de Dunkerley. Lo que calculan ambos es una aproximación de la primera frecuencia natural de vibración, que se supone que es cercana y casi idéntica a la velocidad crítica de rotación. El método de Rayleigh–Ritz se encuentra en debate. Para un eje que se divide en n segmentos, la primera frecuencia natural para un haz dado, en rad/s, puede ser estimado, aproximadamente, en función de: 
{\displaystyle \omega _{1}\approx {\sqrt {\frac {g\sum _{i=1}^{n}{w_{i}y_{i}}}{\sum _{i=1}^{n}{w_{i}y_{i}^{2}}}}}}
donde g es la aceleración de la gravedad, y {\displaystyle w_{i}} corresponde al peso de cada segmento, mientras que {\displaystyle y_{i}} se corresponde a las deflexiones estáticas (solo bajo carga gravitatoria) del centro de cada segmento. En términos generales, si n es 2 o mayor, este método tiende a sobrestimar ligeramente la primera frecuencia natural, y cuanto mayor sea n, mejor será la aproximación de la estimación. Si n es 1, este método tiende a subestimar la primera frecuencia natural, pero la ecuación se simplifica a:
{\displaystyle \omega _{1}\approx {\sqrt {\frac {g}{y_{max}}}}}
donde {\displaystyle y_{max}} se corresponde con la deflexión máxima del eje. Estas velocidades se encuentran en rad/s, pero se pueden convertir a RPM multiplicando por {\displaystyle {\frac {60}{2*\pi }}} .
Se pueden encontrar deflexiones estáticas para varios tipos de mástiles y vigas de sección transversal uniforme en este enlace. 
Si la viga o mástil tiene múltiples tipos de carga, se pueden encontrar las deflexiones para cada una y luego sumarlas. Si el diámetro del eje cambia a lo largo de su longitud, los cálculos de deflexión se vuelven mucho más complicados y difíciles.
La deflexión estática expresa la relación entre la rigidez del eje y las fuerzas de inercia; e incluye todas las cargas aplicadas al eje cuando se coloca horizontalmente. Sin embargo, la relación es válida sin importar cuál sea la orientación del eje.
La velocidad crítica depende de la magnitud y ubicación del desequilibrio del eje, la longitud del eje, su diámetro y el tipo de soporte del cojinete. Muchas aplicaciones prácticas sugieren, como buena práctica, que la velocidad máxima de operación no exceda (o no debería exceder) el 75% de la velocidad crítica; sin embargo, hay casos que requieren velocidades superiores a la velocidad crítica para funcionar correctamente. En tales casos, es importante acelerar el eje a través de la primera frecuencia natural rápidamente para que no se desarrollen grandes desviaciones.